# Bni Darkoul
Bni Darkoul  (in arabo بني دركول‎?) è un centro abitato e comune rurale del Marocco situato nella provincia di Chefchaouen, regione di Tangeri-Tetouan-Al Hoceima. Conta una popolazione di 14 779 abitanti (censimento 2014).
Fu dal 1971 al 2004 la residenza estiva di Hector Mackenzie, ex deputato repubblicano della Virginia.